# John Naisbitt
John Naisbitt (ur. 15 stycznia 1929 w Salt Lake City, zm. 8 kwietnia 2021 w Wiedniu) – amerykański autor publikacji z zakresu futurologii.

## Życiorys
Pochodził z rodziny robotniczej, jego ojciec był nocnym stróżem, a matka krawcową. W młodości służył w oddziałach piechoty morskiej Armii Amerykańskiej. Studiował na uniwersytetach Harvarda, Cornella i Utah. Po studiach zdobył doświadczenia biznesowe – w wieku 24 lat został zatrudniony na stanowisku asystenta do spraw public relations i w latach 1953–1955 pracował dla firmy Eastman Kodak.
Następnie przeszedł do świata polityki: w wieku 34 lat, za prezydentury Johna F. Kennedy’ego został asystentem komisarza edukacji, za prezydentury Lyndona B. Johnsona był asystentem sekretarza HEW Johna Gardnera. Był też doradcą rządu Tajlandii w sprawach rozwoju rolnictwa.
W 1966 opuścił Waszyngton i dołączył do firmy Science Research Associates zajmującej się wydawaniem materiałów edukacyjnych (firma ta została w 1960 nabyta przez IBM, obecnie wchodzi w skład korporacji McGraw-Hill). W 1968 założył swoją własną firmę Urban Research Corporation. Był też angażowany przez IBM i towarzystwo Chartered Property Casualty Underwriter do wygłaszania wykładów w Indiach.
Jego doświadczenia akademickie obejmują między innymi: stanowiska profesora wizytującego na Uniwersytecie Harvarda i na Uniwersytecie Moskiewskim, pracę na Uniwersytecie w Nankinie (Chiny) i w Instytucie Studiów Strategicznych i Międzynarodowych (Institute of Strategic and International Studies) w Malezji oraz profesury na uniwersytetach w Tiencinie.
Otrzymał 15 doktoratów honorowych w zakresie nauk humanistycznych, technicznych i ścisłych.

## Życie prywatne
Jego pierwszą żoną była współautorka jego publikacji Patricia Aburdene (z którą miał piątkę dzieci i jedenaście wnucząt). Powtórnie ożenił się ze swoją byłą wydawczynią tłumaczeń niemieckojęzycznych Doris Naisbitt. Mieszkał w Wiedniu, Tiencinie i Woerther-am-See.

## Twórczość
Był autorem szeregu publikacji, z których pierwsza Megatrends, opublikowana po prawie dziesięciu latach badań w 1982, stała się jednym z największych sukcesów na światowym rynku publikacji. Pozostawała na liście bestsellerów „New York Timesa” przez dwa lata, zajmując najczęściej pierwszą pozycję. W sumie została opublikowana w 57 krajach, sprzedając się w liczbie przekraczającej 14 milionów egzemplarzy.

## Publikacje
- 1982: Megatrends. Ten New Directions Transforming Our Lives
- 1985: Reinventing the Corporation. Transforming Your Job and Your Company for the New Information Society
- 1990: Megatrends 2000. Ten New Directions for the 1990s
- 1994: Global Paradox. The Bigger the World Economy, the More Powerful Its Smallest Players
- 1996: Megatrends Asia. Eight Asian Megatrends That Are Reshaping Our World
- 2001: High Tech High Touch. Technology and our Accelerated Search for Meaning
- 2006: Mind Set! Reset Your Thinking and See the Future

### Tłumaczenia na język polski
- Megatrendy. Dziesięć nowych kierunków zmieniających nasze życie, Poznań 1997, Wydawnictwo Zysk i S-ka, s. 304, seria Antropos, ISBN 83-7150-071-8 (Megatrends. Ten New Directions Transforming Our Lives 1982)
- (z Naną Naisbitt Nana, Douglasem Philipsem) High Tech High Touch. Technologia a poszukiwanie sensu, tł. Alicja Unterschuetz, Poznań 2003, Wydawnictwo Zysk i S-ka, s. 320, seria Antropos, ISBN 83-7298-367-4 (High Tech High Touch. Technology and our Accelerated Search for Meaning 2001)